# Zephyria
Zephyria es una característica de albedo en la superficie de Marte, localizada con el sistema de coordenadas 0° latitud N y 165° longitud E. El nombre fue aprobado por la UAI en 1958 y hace referencia a la tierra del Céfiro, viento que sopla del poniente. Al norte de Zephyria se encuentra un monte denominado Cerberus Tholi, mientras que al Noroeste el cráter Tombaugh, nombrado por el descubridor del planeta Pluto. Hacia el oeste limita con Laestrigon, otra característica de albedo en el mismo cuadrángulo.